# Central Park Tower
Central Park Tower (také známý jako Nordstrom Tower nebo 225 West 57th Street) je obytný mrakodrap v USA, nacházející se v ulici 225 West 57th Street v newyorské čtvrti Midtown Manhattan, v miliardářské lokalitě Billionaires' Row. Budova, kterou navrhla architektonická kancelář Adrian Smith + Gordon Gill Architecture, se tyčí do výšky 472 m a má 98 nadzemních a tři podzemní podlaží, ačkoli nejvyšší podlaží je označeno číslem 136. Central Park Tower je druhou nejvyšší budovou v New Yorku, ve Spojených státech i na celé západní polokouli, patnáctou nejvyšší budovou na světě, nejvyšší převážně obytnou budovou na světě a nejvyšší budovou mimo Asii podle výšky střechy (k lednu 2023).
O výstavbu Central Park Tower se postaraly americká developerská společnost Extell Development Company a čínský státní investiční fond Shanghai Municipal Investment Group. Stavebním inženýrem projektu byla kanadská společnost WSP Global a hlavním dodavatelem realitní společnost Lendlease. V suterénu a prvních pěti nadzemních podlažích se nachází velký obchod Nordstrom, který byl otevřen v roce 2019. Obytná část věže obsahuje 179 kondominií (bytových jednotek) s průměrnou rozlohou 460 m2, s interiéry navrženými studiem Rottet. Každá jednotka má dvě až osm ložnic. Nejlevnější byt byl prodán za 1,5 milionů amerických dolarů, nejdražší za 60 milionů amerických dolarů. Nejvyšší obytné patro leží ve výšce 432 m. Na patrech 14. až 16. se dále nacházejí prostory občanské vybavenosti včetně venkovní terasy s bazénem, a počínaje patrem 68. (označeném jako „100“) třípodlažní soukromý klub, kde je k dispozici taneční sál pro 126 osob, doutníkový bar a soukromá jídelna.
Pozemek pro Central Park Tower byl vystavěn v prvním desetiletí 21. století. Během procesu akvizice se však výstavba věže zpozdila, protože se začalo uvažovat o tom, že dvě budovy nacházející se v blízkosti areálu získají status newyorské památky. Navzdory nejistotě ohledně konečného návrhu a komplikacím souvisejícím s financováním byly v květnu 2014 zahájeny výkopové práce a počátkem roku 2015 nadzemní výstavba. Během stavby budovy došlo k několika incidentům a kontroverzím, včetně sporu o podpěrném stavebním prvku s výhledem na Central park a smrtelné nehody člena ochranky, na kterého spadla skleněná tabule o hmotnosti 1400 kg. Budova byla završena v průběhu září 2019 a prakticky dokončena v roce 2020, přičemž povrchové úpravy byly prováděny až do roku 2021 a oficiální dokončení nikdy nebylo oznámeno. Výstavba Central Park Tower vyšla na celkem tři miliardy dolarů.